# Bernard Heuvelmans
Bernard Heuvelmans (* 10. Oktober 1916 in Le Havre, Normandie; † 24. August 2001 in Le Vésinet, Île-de-France) war ein belgisch-französischer Autor, Musiker und Zoologe.
Er publizierte verschiedenste Bücher und Artikel, vor allem im Bereich der sogenannten Kryptozoologie, zur Theorie der initialen Bipedie (ursprüngliche Zweifüßigkeit der Ursäuger), aber auch zur Jazzmusik. Sein Lebensziel war es, verborgene Tiere zu suchen und die Anerkennung der kryptozoologischen Methode zu erreichen.

## Leben und Wirken

### Kindheit / Jugend
Bernard Heuvelmans wurde als Sohn eines belgischen Richters und einer holländischen Mutter, die aus einem Musikergeschlecht stammte, geboren. Durch die Geburt auf französischem Boden, in Le Havre, bekam Heuvelmans die französische Staatsangehörigkeit zugewiesen, ebenso erhielt er jedoch die belgische Nationalität seines Vaters. In seiner Jugend besuchte er oft seine Großeltern in Antwerpen, wo er fast täglich im Tiergarten anzutreffen war. Dort fertigte er seine ersten Tierzeichnungen an und bekundete sein Interesse an der Natur und der Zoologie. Seine Lehrer überraschte er damals mit seinem großen Wissen über Evolution und Jazz. Später gründete Heuvelmans dann auch eine eigene Jazz-Band: Bib Heuvelmans et les hot Swings.

### Studium der Zoologie

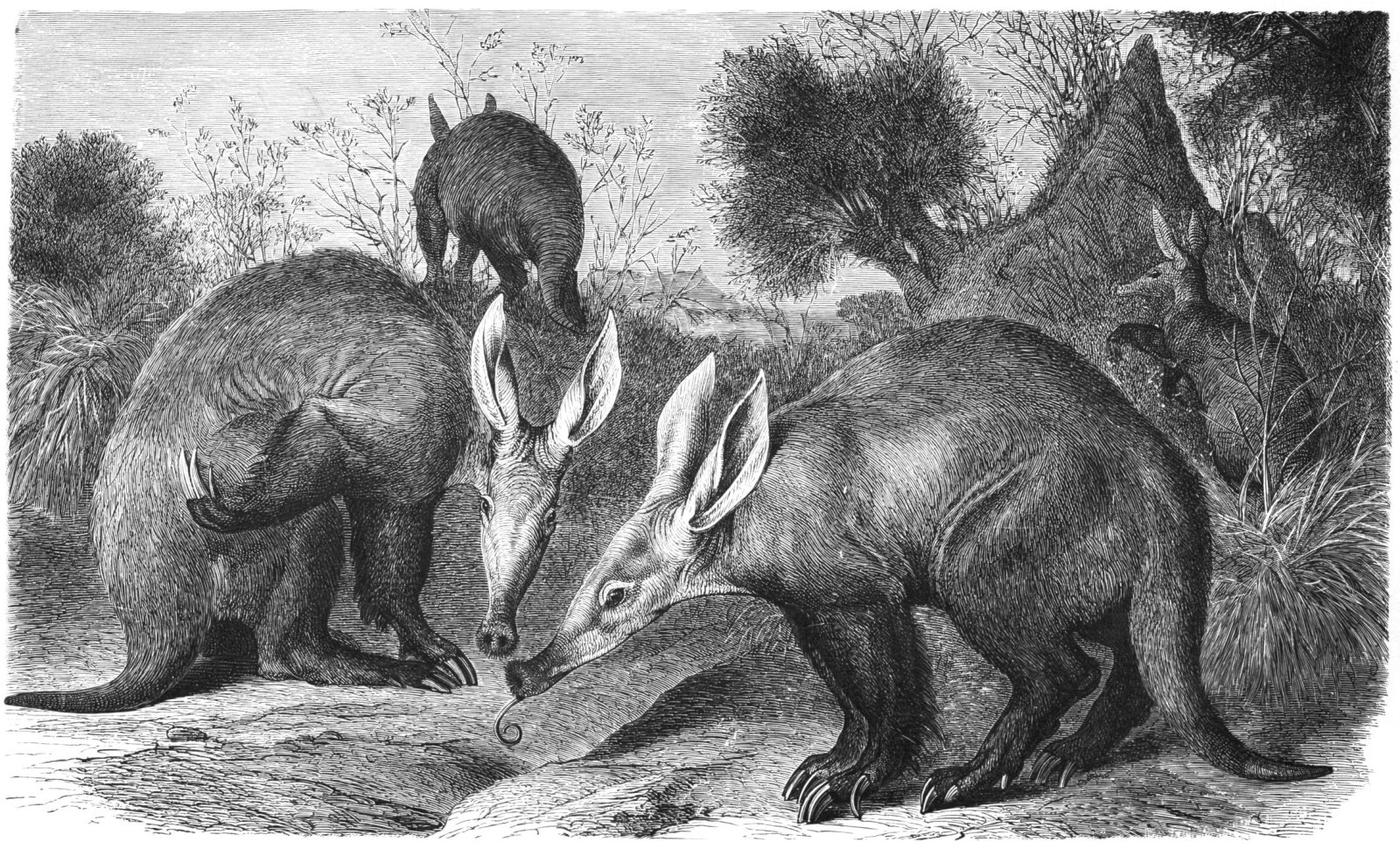
Erdferkel

1939 promovierte er im Alter von 23 Jahren mit einer Arbeit über die Zahnstruktur und das Gebiss des südafrikanischen Erdferkels (Orycteropus afer) an der freien Universität in Brüssel (Universite Libre de Bruxelles). Bereits hier zeigte sich seine Liebe zum Jazz, er gewann den ersten Preis für kleine Bands bei einem internationalen Kongress von Amateur-Musikern. Nach seiner Promotion machte er sich von den Zwängen eines starren Universitätslebens weitgehend frei. Heuvelmans kam wie viele andere beim Ausbruch des Zweiten Weltkrieges zum Militär, wo er während der Invasion Belgiens in deutsche Kriegsgefangenschaft geriet. Nach seiner Freilassung begann er ein Leben als Jazzsänger und wissenschaftlicher Autor, suchte und fand die Freundschaft zu Persönlichkeiten des Jazz wie Josephine Baker oder Louis Armstrong. Ab dem Jahre 1947, nunmehr nur noch französischer Staatsangehöriger, lebte er fast ausschließlich in Paris und auf der Insel Le Levant in Südostfrankreich im Departement Var. Zunehmend steigerte sich sein Interesse an allem, was ihm innerhalb seines Fachgebietes der Zoologie ungewöhnlich oder anormal erschien. So fasste er 1948 den Entschluss, systematisch Berichte und Zeitungsartikel über alles zu sammeln, was aus dem Rahmen fiel. Der Wendepunkt in seinem Leben war in diesem Jahr ein Artikel von Ivan T. Sanderson in der Saturday Evening Post, der sich mit möglicherweise überlebenden Dinosauriern im Kongobecken („There could be Dinosaurs…“) beschäftigte. In diesem Moment kam ihm der Gedanke, ein ganzes Buch über derartige unbekannte Tiere zu schreiben.

### Kryptozoologie – Heuvelmans Suche nach verborgenen Tieren
Das Buch „Sur la Piste des Bêtes Ignorées“ erschien einige Jahre später 1955 in einer französischsprachigen Ausgabe in zwei Bänden und wurde gleich zu einem Bestseller. Heuvelmans musste seine gesamten Forschungen selber finanzieren, da ihn wegen seiner unorthodoxen Herkunft keine Universität  unterstützte. „Deshalb musste ich meine Bücher immer für die größtmöglichste Leserschaft faszinierend machen“, so Heuvelmans. Es wurde 1958 ins Englische (On the Track of Unknown Animals) übersetzt, mehr als eine Million Exemplare wurden weltweit in über 20 Sprachen verkauft, darunter Japanisch, Serbokroatisch und Slowenisch – aber bis heute ist es noch nicht auf Deutsch erschienen.
Der erste Band befasst sich mit verborgenen landlebenden Tieren in Süd-Ostasien und Ozeanien, der zweite mit solchen in Afrika, Amerika und Sibirien. Die Wirkung von „Sur la Piste des Bêtes Ignorées“ und der späteren englischen Übersetzung war enorm. Ein Kritiker bemerkte damals: „Weil seine Forschung auf einer strengen Widmung der wissenschaftlichen Methode und Lehre und seinem Hintergrund als Zoologe basiert, sind Heuvelmans Feststellungen durch die gesamte wissenschaftliche Gemeinschaft respektiert“.
Das Buch inspirierte auch den bekannten Geschäftsmann und Amateurforscher Thomas „Tom“ Baker Slick eine Expedition zur Findung des Schneemenschen durchzuführen. Er initiierte aufgrund seiner bahnbrechenden Wirkung zudem die Gründung einer internationalen, kryptozoologischen Organisation im Jahr 1982 sowie zahlreiche Expeditionen von Forschern und Laienforschern in den Kongo, nach Südchina und viele Orte mehr. Das Buch brachte Heuvelmans genug Geld ein, sein restliches Leben seiner speziellen Suche nach unbekannten Tieren zu widmen, obwohl er im Laufe der Jahre auch immer wieder andere zoologische Themen, wie die Initiale Bipedie, anschnitt. Seit den 1960er Jahren engagierte sich Heuvelmans zudem auch im Fernsehen mit der Sendung „Sherlock au Zoo“ oder im Radio mit „Les Coulisses de l’Arche de Noé“.
1959 wurde der Begriff „Kryptozoologie“, den Heuvelmans zuvor nur in privaten Korrespondenzen benutzte, zum ersten Mal nachweislich in einem Heuvelmans gewidmeten Buch von Lucien Blancou über die Canidae (Hundeartige) gebraucht („Heuvelmans, Maitre de la Cryptozoologie“). Der Begriff setzt sich aus den drei altgriechischen Wörtern kryptos „verborgen“, zoon = „Tiere“ und logia „Lehre“ zusammen. In Anlehnung an diesen Begriff wurde auch das Wort Kryptid (Plural: Kryptiden), für die Tiere, mit denen sich die Kryptozoologie beschäftigt, geprägt und von Heuvelmans sofort übernommen. 1975 gründete er ein Zentrum für Kryptozoologie in Le Bugue, Südwestfrankreich, welches später nach Le Vésinet in der Nähe von Paris umzog und bis zu seinem Tod die große private Bibliothek sowie seine komplette Datensammlung beherbergte.
Als es auf Betreiben des Biologen Roy P. Mackal und des Ökologen J. Richard Greenwell 1982 darum ging, eine internationale Vereinigung für die Kryptozoologie zu gründen, die Expeditionen unterstützt und Publikationen zum Themengebiet herausgibt, wurde der Begriff natürlich mit in die Namensgebung einbezogen. So wurde die International Society of Cryptozoology (ISC) gegründet, die jährlich das Magazin Cryptozoology herausgab und vierteljährlich einen Newsletter. Bernard Heuvelmans, der „Vater der Kryptozoologie“, wie er von einigen respektvoll genannt wurde und wird, wurde zum ersten Präsidenten gewählt (in dieser Funktion blieb er auch zeit seines Lebens), Roy P. Mackal zum Vize-Präsidenten und Richard J. Greenwell zum geschäftsführenden Sekretär und Redakteur. In ihrer Blütezeit zählte die ISC rund 850 Mitglieder, nach jahrelanger Inaktivität und dem Tod wichtiger Mitglieder wie Bernard Heuvelmans selbst oder Grover Krantz ist sie heute de facto aufgelöst. Von ihrem Beispiel beeindruckt tauchen jedoch seit vielen Jahren weltweit andere Organisationen, Vereine und Forschungszentren auf, die sich mit Kryptozoologie beschäftigen – jedoch mit unterschiedlichem Erfolg und unterschiedlicher Seriosität.

### Ehrung und Tod
Kündigte Bernard Heuvelmans noch 1984 an, eine zwanzigbändige kryptozoologische Enzyklopädie zu veröffentlichen, zog er sich in den letzten Jahren aufgrund seiner schlechten gesundheitlichen Verfassung immer mehr zurück. 1997 sollte Bernard Heuvelmans in Hamburg mit dem Gabriel Peters Preis – Fantastische Wissenschaft – für sein Lebenswerk geehrt werden. Diesen Preis konnte er selbst nicht mehr persönlich entgegennehmen, an Stelle von ihm erschien stellvertretend sein guter Freund Hermann Reichenbaum, um den Preis entgegenzunehmen.
Am 12. Oktober 1999 wurde im Zoologischen Museum von Lausanne der Ausstellungsraum zu Ehren von Bernard Heuvelmans eröffnet und mehr als 25.000 Berichte, 1.000 Bücher, 12.000 Dias und rund 25.000 Fotos oder Illustrationen sowie 12 Gemälde seiner geschiedenen Frau Alika Lindbergh der Öffentlichkeit zugänglich gemacht. Heute kann jeder interessierte Wissenschaftler nach Absprache mit dem Museum die Dokumente einsehen. Diese Sammlung ist das Resultat von jahrelangen Reisen (Afrika, Europa, Amerika und Indonesien) und dem Sammeln von Berichten, welche Heuvelmans Zeit seines Lebens tätigte. Am 24. August 2001 starb Bernard Heuvelmans an Herzversagen und wurde in kleinem Kreise beigesetzt.

## Trivia
Für seinen Comic „Tim in Tibet“ informierte sich der Autor Georges Remi (Hergé) bei Heuvelmans genau über den Yeti.
Heuvelmans hatte auch schon technische Hintergründe für die Tim-und-Struppi-Comics „Reiseziel Mond“ und „Schritte auf dem Mond“ geliefert.

## Werke
- 1944 L’Homme parmi les étoiles
- 1946 L’Homme au creux de l’atome
- 1951–1952 Le Secret des Parques (3 Bände)
- 1951 De la Bamboula au Be-Bop: Esquisse de l'évolution de la musique de Jazz (Paris: Editions de La Main Jetée): Buch über die Entwicklung des Jazz.
- 1955 Sur la piste des bêtes ignorées (Paris: Plon): dieses ‘Opus Magnum’ von Heuvelmans befasst sich mit zahlreichen landlebenden Kryptiden unsere Welt. Der erste Band befasst sich mit Süd-Ostasien und Ozeanien und der zweite mit Afrika, Amerika und Sibirien. Heuvelmans bezog seine restlichen Forschungsgelder weitgehend aus den Einnahmen dieses Buches und konnte sich somit voll der Kryptozoologie zuwenden. Das Werk regte zahlreiche Expeditionen an und ist heute noch das Standardwerk der Kryptozoologie. Es hat bis dato eine Auflage von über einer Million Stück.
- 1958 Dans le sillage des monstres marins – Le Kraken et le Poulpe Colossal. (Paris: Plon): behandelt weltweite Phänomene die mit Riesenkraken und gigantischen Oktopussen assoziiert sind.
- 1958 On the Track of Unknown Animals (Landon: Hart-Davis): Die englische Version von Sur la piste des bêtes ignorées.
- 1959 Le Jazz (Paris: Marabout/Flash)
- 1959 On the Track of Unknown Animals (New York: Hill and Wang)
- 1965 Le Grand Serpent de Mer, le problème zoologique et sa solution (Paris: Plon): zeitlich geordnete Berichte über weltweite Ereignisse und Sichtungen von marinen Kryptiden, sowie der Aufstellung eines hierauf basierenden Klassifikationssystems zur Bestimmung dieser.
- 1965 On the Track of Unknown Animals (Abridged & revised edition, New York: Hill and Wang)
- 1968 In the Wake of Sea Serpents (London, Rupert Hart-Davis; Übernommen für die USA von: New York, Hill and Wang): Zusammenfassende Übersetzung der 1958 und 1965 erschienenen Werke Dans le sillage des monstres marins – Le Kraken et le Poulpe Colossal und Le Grand Serpent de Mer, le problème zoologique et sa solution
- 1969 Histoires et Légendes De La Mer Mystérieuse (Paris: Alibris)
- 1970 On the Track of Unknown Animals (UK edition of 1965 edition, London: Paladin.)
- 1974 L'Homme de Néanderthal est toujours vivant (Mit Boris F.Porchnev, Paris: Pion.) Bericht über den Eismann von Minnesota
- 1975 Dans le sillage des monstres marins – Le Kraken et le Poulpe Colossal (Überarbeitete Version, Paris: Francois Beauval)
- 1975 Le Grand-Serpent-de-Mer, le problème zoologique et sa solution (Überarbeitete Version, Paris: Pion)
- 1978 Les derniers dragons d'Afrique (Paris: Pion): Kryptide „Drachen“ (Dinosaurierartige) in Afrika
- 1980 Les bêtes humaines d'Afrique (Paris: Pion): hominologische Kryptiden ebenfalls in Afrika
- 1995 On the Track of Unknown Animals (London: Kegan Paul International)
- 2003 The Kraken and the Colossal Oktopus (London: Kegan Paul International)

Der Pariser Verlag Oeil du Sphinx hat im Juni 2005 angekündigt, alle bisher erschienenen Werke Heuvelmans sowie bisher unveröffentlichte Bände der Serie „Bêtes ignorées du Monde“, die 1980 mit „Les bêtes humaines d'Afrique“ endete, neu aufzulegen bzw. erstmals zu publizieren.